# Jean-Louis Gathoye
Jean-Louis Gathoye ( 1963 - ) es un botánico, y fitosociólogo belga, que ha estudiado y seguido sitios de importancia biológica (SGIB) en Valonia, Bélgica. Se desempeña académicamente en el "Departamento de Botánica", de la Universidad de Lieja.
Introdujo muchas especies nuevas, de la familia de las cactáceas, a las que apreciaba.

## Algunas publicaciones
- 1997. Le paturage des grands herbivores. Un outil pour la gestion de la biodiversite des reserves naturelles en Region Wallonne. Les Cahiers des Reserves Naturelles 10: 1-41

- La abreviatura «Gathoye» se emplea para indicar a Jean-Louis Gathoye como autoridad en la descripción y clasificación científica de los vegetales.[2]